# Барон Ранкеллюр

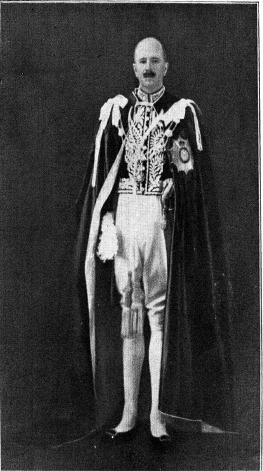
Артур Освальд Джеймс Хоуп, 2-й барон Ранкеллюр (1897—1958)

Барон Ранкеллюр из Бакстеда в графстве Суссекс — наследственный титул в системе Пэрства Соединённого королевства. Он был создан 28 июня 1932 года для консервативного политика Джеймса Фицалана Хоупа (1870—1949). Он был внуком генерала сэра Александра Хоупа (1769—1837), четвертого сына Джона Хоупа, 2-го графа Хоуптона (1704—1781), предка маркизов Линлитгоу. Джеймс Фиалан Хоуп заседал в Палате общин от Шеффилда Брайтсайда (1900—1906) и Центрального Шеффилда (1908—1929), занимал должности казначея двора (1915—1916), парламентского и финансового секретаря министерства боеприпасов (1919—1921), председателя комитета путей и средств (1921—1924, 1924—1929).
Старший сын и преемник Джеймса Хоупа, Артур Освальд Джеймс Хоуп, 2-й барон Ранкеллюр (1897—1958), также был консервативным политиком. Он заседал в Палате общин Великобритании от Нанитона (1924—1929) и Бирмингем Астона (1931—1939), а также занимал должности вице-камергера двора (1937) и казначея двора (1937—1939). С 1940 по 1946 год он занимал пост губернатора Мадраса. Его преемником был его младший брат, Генри Джон Хоуп, 3-й барон Ранкеллюр (1899—1967). После смерти в 2005 году его сына, Питера Сент-Томаса Мора Генри Хоупа, 4-го барона Ранкеллюра (1935—2005), эта линия семьи угасла. Покойному барону наследовал его двоюродный брат, Майкл Ричард Хоуп, 5-й барон Ранкеллюр (1940—2022). Он являлся старшим сыном достопочтенного Ричарда Фредерика Хоупа, младшего сына 1-го барона Ранкеллюра. 
По состоянию на 2024 год носителем титула является, сын предыдущего, Джеймс Фрэнсис Хоуп, 6-й барон Ранкеллюр (род. 1968), который наследовал своему отцу в 2022 году.

## Бароны Ранкеллюр (1932)
- 1932—1949: Джеймс Фицалан Надежда, 1-й барон Ранкеллюр (11 декабря 1870 — 14 февраля 1949)[1];
- 1949—1958: Артур Освальд Джеймс Хоуп, 2-й барон Ранкеллюр (7 мая 1897 — 26 мая 1958), старший сын предыдущего[2];
- 1958—1967: Генри Джон Хоуп, 3-й барон Ранкеллюр (20 января 1899 — 2 декабря 1967), младший брат предыдущего[3];
- 1967—2005: Питер Сент-Томас Мор Генри Хоуп, 4-й барон Ранкеллюр (29 мая 1935 — 12 апреля 2005), единственный сын предыдущего[4];
- 2005—2022: Майкл Ричард Хоуп, 5-й барон Ранкеллюр (21 октября 1940 — 10 января 2022), старший сын достопочтенного Ричарда Фредерика Хоупа (1901—1964), двоюродный брат предыдущего[5];
- 2022 — настоящее время: Джеймс Фрэнсис Хоуп, 6-й барон Ранкеллюр (род. 5 июня 1968), единственный сын предыдущего[6];
  - Наследник титула: достопочтенный Чарли Джеймс Хоуп (род. 2003), сын предыдущего.